# 12856 Autridas
12856 Autridas eller 1998 HH93 är en asteroid i huvudbältet som upptäcktes den 21 april 1998 av LINEAR i Socorro County, New Mexico. Den är uppkallad efter Autri A. Das.
Asteroiden har en diameter på ungefär 5 kilometer.